# 罗纳德·劳厄
罗纳德·劳厄（德語：Ronald Rauhe，1981年10月3日—），德国男子皮划艇运动员。他曾代表德国参加2000年、2004年、2008年、2012年、2016年和2020年夏季奥林匹克运动会皮划艇比赛，获得二枚金牌、一枚银牌和二枚铜牌。